# Kofi Annan szíriai béketerve

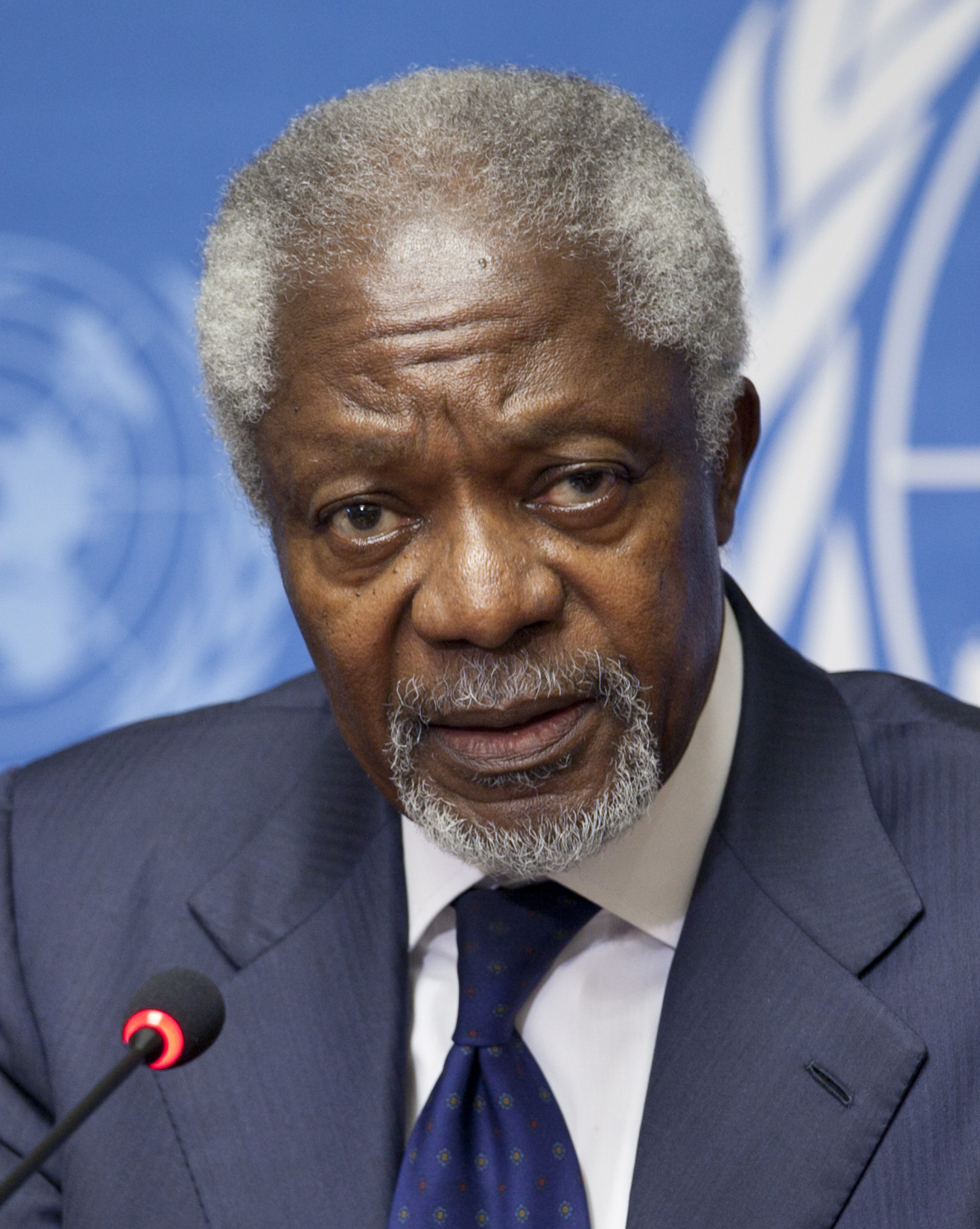
Kofi Annan Nobel-békedíjas ghánai diplomata 2012-ben

A Kofi Annan szíriai béketerve vagy a hatpontos szíriai béketerv 2012. márciusban jött létre az Arab Liga és az ENSZ közreműködésével, mikor a szíriai konfliktus vagy polgárháború már majdnem egy éve zajlott.
Mikor a közvetítő felek március végén és április elején pár napig úgy gondolták, hogy a szír kormány alá akarja vetni magát a béketervnek, a háború újabb jelei és a különféle politikai nyilatkozatok egyre inkább beárnyékolták a reményeket. 2012. május 1-re az ENSZ-nek is be kellett látnia, hogy a béketerveknek irtózatos ellenszéllel kell megküzdeniük. A szír kormány május 25-i véres akciója és a Szabad Szíriai Hadsereg azon június 1-i ígérete, mely szerint újjáéleszti a „védekező hadműveleteit”, bizonyossá tették, hogy ezek a béketervek egy időre csak tervek maradnak.

## Időrend

### Az ENSZ és az Arab Liga béketerve
2012. február 23-án, az Arab Liga szervezésében Tunéziában megtartott Szíria Barátai konferencia előtti este az Arab Liga és az Egyesült Nemzetek Szervezete kijelölte Kofi Annant, mint a Szíriába menesztett küldöttjüket. A konferencián 70 állam képviseltette magát, de Oroszország és Kína távol maradt a megbeszéléstől. Szíria szerint a részt vevő országok az „arabok történelmi ellenségei.”
Kofi Annan március 16-án egy hat pontból álló béketervet tett le az ENSZ Biztonsági Tanácsa elé (lásd lejjebb), melyben arra kéri a szír kormányt, hogy „foglalkozzon a szíriai emberek problémáival, és álljon pozitívan a törekvéseihez”, állítsák le a harcokat, vonják vissza a városokból a katonai jelenlétet, míg a küldött hasonló vállalásokat próbál meg elérni a szír ellenzéktől és a többiektől is. Március 24-én Annan Moszkvába repült, hogy meggyőzze Oroszországot a terv támogathatóságáról.

### A kormány és az ellenzék feltételes elfogadása
Az Al Jazeera és a Reuters bejelentette, hogy Bassár el-Aszad szír elnök március 27-én elfogadta a hatpontos béketervet és dolgozni fog ennek átültetésén. A The New York Times és több más lap is beszámolt arról, hogy április 2-án a szír kormány megígérte, hogy nehézfegyverzetét és biztonsági erőit kivonja nagyobb lakosságú központokból, és ezt április 10-ig végre is hajtja. A szíriai ellenzék azonban Hamá és Homsz környékéről erős nehéztüzérségi aktivitást jelentett. A BBC április 4-én számolt be heves rakétatámadásról.
Április 5-én Annan azt mondta a Biztonsági Tanács előtt, hogy Szíria felé a fegyverszünet határideje április 10-e helyi idő szerint 18 óra, a felkelőkre ugyanez a határidő április 12. 18 óra. Az ENSZ ezen ülése után azonban Jafari ENSZ-nagykövet szerint az USA, Franciaország, Törökország, Katar és Szaúd-Arábia „kristálytisztán” vállalták, hogy leállítják a felkelők támogatását, és ez Damaszkusz és Annan közti megállapodás „szerves része” volt. A bejelentés nem foglalkozott Szíria azon vállalásával, mely szerint április 10-ig kivonja a csapatait a városokból. Sem Annan, sem az USA Külügyminisztériuma nem reagált erre.
Annan április 5-én vagy 6-án azt mondta, hogy ha a tűzszünet eredménytelenül zárulna, egy meg nem nevezett felülügyelő szerv keretében 200-350 békefenntartót küldhetnek Szíriába. Még az ENSZ BT 2042. számú határozatát elfogadó ülésén április 14-én kijelentették, hogy a küldött (Annan úr) megállapította, hogy „a felek április 12-én tűzszünetet észleltek mindkét oldalon.”

#### Az ENSZ Felügyelő Küldöttsége
Az Egyesült Nemzetek Szervezetének Szíriai Megfigyelő Missziója (UNSMIS) egy 2012. áprilisban az ENSZ által felállított fegyvertelen békefenntartó misszió volt. Vezetésével a norvég Robert Mood vezérőrnagyot bízták meg. Bár megfigyelők még továbbra is maradtak az országban, Mood 2012. június 16-án felfüggesztette a küldetésüket, mert „az erőszak eszkalálódott”. A megfigyelők többet nem védelmeztek senkit, és addig a helyükön maradtak, míg a felfüggesztést vissza nem vonták.

### Sikertelen engedmények
Hervé Ladsous, a Békefenntartó Küldetések Főtitkárhelyettese május 1-jén azt mondta, mind a szír kormány, mind az ellenzék megszegi a tűzszünetben előírtakat.
2012. május 25-én Szíria középső részének Húla régiójában két ellenzéki ellenőrzés alatt lévő falujában megöltek 49 gyermeke, 34 nőt és 25 férfit. Ez húlai mészárlás néven vált ismertté. Az ENSZ vizsgálata után a szír hadsereget és a kormánypárti milicistákat tette felelőssé a történtekért.
Június 1-jén a Szabad Szíriai Hadsereg bejelentette, hogy újraindítja a „védelmi offenzíváit”. Június 2-3 körül erre válaszul Astzad elnök megígérte, hogy letöri a kormányellenes felkelést. Ezek jelezték a Kofi Annan fémjelezte békekezdeményezések hatástalanságát.

## Hatpontos béketerv
A jelentések szerint 2012. március 27-én a szír részről is elfogadott béketerv hat pontja a következőket írta elő a szír hatóságok számára:
(1) Megfogadja, hogy együttműködik a küldöttel egy szíriai vezetésű politikai folyamat kialakításában, mely teret ad a szír nép legitim várakozásának és elképzeléseinek, és ezzel kapcsolatban elfogadja, hogy a küldött felkérésére kinevez egy felhatalmazott tárgyalót.
(2) Megfogadja, hogy azonnal abbahagyja a harcokat, és azonnal olyan tűzszüneti helyzetet ér el, melyben védelmezi a polgári lakosságot, és stabilizálja az országban az állapotokat, melyet az Egyesült Nemzetek Szervezete felügyel.
Ennek érdekében a szír kormány azonnal abbahagyja seregek népes városok felé küldését, és befejezi a nehéztüzérség hasonló területen történő alkalmazását, valamint megkezdi a népesebb városokban illetve környékén összegyűlt seregek visszahívását.
Miközben a terepen ezen akciók folyamatban vannak, a szír kormány a Küldöttel közösen azon dolgozik, hogy az ENSZ egy hatékony felügyeleti rendszere segítségével egy tartós, az erőszak minden formáját kizáró tűzszünetet hozzon létre.
A küldött az ellenzéktől és minden más releváns résztvevőtől is hasonló fogadalmakat vár el, hogy a harcok leálljanak, és együttműködés alakuljon ki vele, hogy az összetűzések minden formájára kiterjedő tartós tűzszünet alakulhasson ki, melynek felügyeletére az ENSZ hatékony felügyeleti rendszert dolgoz ki.
(3) Biztosítják a humanitárius küldemények időbeni eljutását az összes, harcok által érintett területre, és ennek elfogadására azonnali hatállyal életbe léptetnek egy napi két órás humanitárius tűzszünetet, és hatékony mechanizmusok használatával összehangolják a napi békés órák időpontját, melybe a helyi szinteket is be kell vonni.
(4) Elősegíti a békét, és felgyorsítja a két oldalon bebörtönzöttek kicserélését, elsőbbséget biztosítva a sebezhető csoportok tagjainak, valamint a békés politikai tevékenységek során fogságba esetteket, megfelelő csatornákon keresztül késedelem nélkül elérhetővé teszi azon helyek listáját, ahol ilyen személyeket tartanak fogva, azonnal megszervezi a megfelelő csatornákon keresztüli hozzáférést az ilyen jellegű helyszínekhez, azonnal válaszol az írásbeli információigénylésekre, ilyen emberek kiszabadulását, illetve a velük való kapcsolatfelvételt késedelem nélkül engedélyezi.
(5) Biztosítja az újságíróknak az ország területén történő szabad mozgást, és diszkriminációmentes vízumpolitikát léptet életbe.
(6) Megtűri a gyülekezés szabadságát és a jogi garanciák között a békés demonstrációhoz való jogot.

## Annan lemondása, Brahini színre lépése
2012. augusztus 2-án Kofi Annan bejelentette, hogy augusztus 31-i hatállyal lemond az ENSZ és az Arab Liga által Szíriába küldött békéltető szerepéről. Annan arra hivatkozott, hogy a szír kormány nem lépteti életbe a hatpontos megállapodás előírásait, ezen felül a szír ellenzék egyre intenzívebben támad, és nincs összhang az Biztonsági Tanács tagjai között. Oroszország és Szíria is sajnálatát fejezte ki Annan döntése miatt.
2012. augusztus 17-én Lakhdar Brahimit nevezték ki az ENSZ és az Arab Liga különleges szíriai küldöttének.